# How Long Do You Think It's Gonna Last?
How Long Do You Think It's Gonna Last? è il secondo album in studio del gruppo musicale statunitense Big Red Machine, pubblicato il 27 agosto 2021 su etichette discografiche 37DO3D e Jagjaguwar.

## Tracce
1. Latter Days (feat. Anaïs Mitchell) – 3:38 (Aaron Dessner, Anaïs Mitchell, Justin Vernon)
2. Reese – 5:13
3. Phoenix (feat. Fleet Foxes e Anaïs Mitchell) – 4:16
4. Birch (feat. Taylor Swift) – 5:30
5. Renegade (feat. Taylor Swift) – 4:14 (Aaron Dessner, Taylor Swift)
6. The Ghost of Cincinnati – 3:57 (Aaron Dessner, Nicole Riegel)
7. Hoping Then – 3:57
8. Mimi (feat. Ilsey) – 3:00
9. Easy to Sabotage (feat. Naeem) – 5:51
10. Hutch (feat. Sharon Van Etten, Lisa Hannigan e Shara Nova) – 3:56
11. 8:22AM (feat. La Force) – 4:25
12. Magnolia – 3:56
13. June's a River (feat. Ben Howard e This Is the Kit) – 4:27
14. Brycie – 5:14
15. New Auburn (feat. Anaïs Mitchell) – 3:24

Traccia bonus dell'edizione giapponese
1. No More Knees On (feat. Isaiah Robinson, La Force) – 4:38

## Classifiche
| Classifica (2021) | Posizione massima |
| ----------------- | ----------------- |
| Belgio (Fiandre)  | 9                 |
| Belgio (Vallonia) | 179               |
| Germania          | 18                |
| Irlanda           | 66                |
| Paesi Bassi       | 17                |
| Regno Unito       | 45                |
| Stati Uniti       | 82                |
| Svizzera          | 88                |